# Wat Tham Krabok
Wat Tham Krabok (thai: วัดถ้ำกระบอก, "Bambugrottans tempel") är ett buddhistiskt tempel (wat) i Phra Phutthabat-distriktet i Saraburi-provinsen i Thailand.
Templet grundades 1957 och är känt för sitt rehabiliteringsprogram för drogberoende.

## Historia
Det majestätiska templet grundades först som ett kloster 1957 av buddhistnunnan Mian Parnchand (allmänt känd som Luang Por Yai) och hennes två brorsöner, Chamroon och Charoen Parnchand, som båda var ordinerade till munkar. Luang Por Chamroon, en före detta thailändsk polis, var den första abboten.
I slutet av 1970-talet tog Wat Tham Krabok emot stora mängder flyktingar från Hmongfolket i ett läger på tempelområdet. De flesta hade flytt Laos efter förlusten av Hemliga kriget
Wat Tham Krabok blev ett officiellt wat (tempel) 2012.

## Rehabilitering för drogberoende
Wat Tham Krabok har fått internationell uppmärksamhet för sitt program för rehabilitering av heroin- och opiumberoende. I slutet av 2015 hade programmet behandlat mer än 110 000 missbrukare, sedan starten 1959. Programmet består av buddhistisk meditation, framkallade kräkningar och konsumtion av en hemlig avgiftningsdryck av olika örter.
Många västerlänningar har sökt behandling för sina missbruk vid Wat Tham Krabok. Stuart Brindley blev 2002 den första metadonmissbrukare från Storbritannien som behandlades i Wat Tham Krabok. Den brittiske musikern Pete Doherty, irländska sångerskan Christy Dignam och den digitala aktivisten Patrick K. Kroupa har också behandlats vid templet. 
Musikern Tim Arnold behandlades framgångsrikt vid templet 2004, vilket skildrades i en mängd nyhetsartiklar i Storbritannien. Efter att ha avslutat sitt program blev Arnold permanent bosatt i Tham Krabok under en tid. 